# Assassin's Creed II: Discovery
Assassin's Creed II: Discovery is een computerspel voor de Nintendo DS en iOS dat werd ontwikkeld door Griptonite Games en uitgegeven door Ubisoft. Het spel maakt deel uit van de Assassin's Creed-serie en kwam op 20 november 2009 voor het eerst op de markt. De iOS-versie werd ergens in 2013 uit de App Store verwijderd.

## Spel
Het hoofdpersonage in het spel is de Italiaanse Ezio Auditore da Firenze. Het spel speelt zich af in 1490. Naarmate de game vordert, komt Ezio erachter dat de Tempeliers, de vijanden van de Assassin, van plan zijn de nieuwe wereld te verkennen. De speler heeft ook de taak om Christopher Columbus te redden en Tomás de Torquemada te doden om de dreiging van de Tempeliers te stoppen.
Het actie-avonturenspel bevat spelelementen waarbij de speler moet rennen, vechten, onopgemerkt blijven en springen over obstakels.